# Pierre Bodard

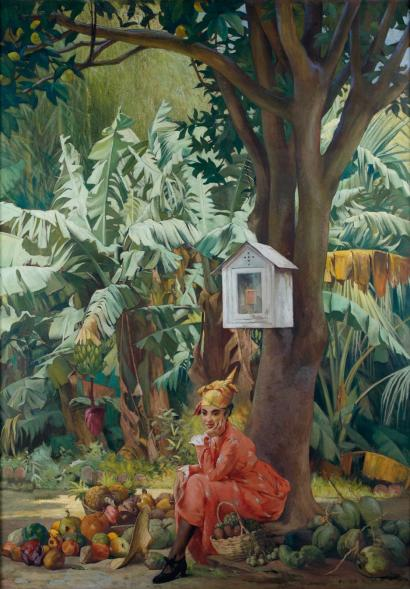
Floră tropicală

Pierre Bodard (n. 15 aprilie 1881, Bordeaux, Franța – d. 18 iunie 1937, Paris, Franța) a fost un pictor francez, cunoscut mai ales pentru scenele sale care descriu Indiile de Vest.

## Biografie
Și-a început studiile la Școala de Arte Frumoase din Bordeaux cu Paul François Quinsac⁠(d) și a continuat la École des Beaux-Arts cu Gabriel Ferrier. În 1909, a primit Prix de Rome pentru reprezentarea lui Ceres salvând viața unui copil. În timp ce se afla la Academia Franceză din Roma, a studiat cu Carolus-Duran⁠(d) și Paul-Albert Besnard. De la Roma a călătorit prin Marea Mediterană vizitând Africa de Nord, Grecia, Turcia și Spania; în tot acest timp a făcut schițe și a pictat.
A fost mobilizat în 1915, staționat în Martinica și s-a căsătorit la Fort-de-France. Drept urmare, nu s-a întors la Paris până în 1920. A rămas atașat emoțional de insulă pentru tot restul vieții și a fost un participant activ la evenimente și expoziții legate de „Outre Mer”, în special la Expoziția Colonială de la Paris din 1931.
A fost asociat al Societății Artiștilor Francezi și a expus în mod regulat la Salon⁠(d) din 1908 până în 1932. Pe lângă picturile sale din Indiile de Vest, a creat scene din Țara Bascilor. După mulți ani ca pictor de istorie și gen, s-a concentrat treptat pe pictura orientalistă și marină, precum și pe portrete.
În 1921, a fost numit oficial „Peintre de la Marine⁠(d)”. Cinci ani mai târziu, a fost distins cu Ordinul Palmelor Academice (Palma de argint). În 1933, a primit palma de aur.